# Asota agarista
Asota agarista är en fjärilsart som beskrevs av Pieter Cornelius Tobias Snellen 1888. Asota agarista ingår i släktet Asota och familjen nattflyn. Inga underarter finns listade i Catalogue of Life.